# مجلس رقص خدمتکاران
مجلس رقص خدمتکاران (انگلیسی: The Waiters' Ball) یک فیلم کوتاه کمدی به کارگردانی و بازیگری راسکو آرباکل است که در سال ۱۹۱۶ منتشر شد. خواهرزاده آرباکل، اَل سنت جان، نقشی به‌یادماندنی به عنوان رقیب راسکو ایفا نموده‌است. این فیلم امروزه موجود است.

## گزیدهٔ بازیگران
- راسکو آرباکل
- اَل سنت جان
- کورین پارکِـی
- جو بوردو
- کیت پرایس
- آلیس لیک
- جرج مارشال